# Coskinolinella
Coskinolinella es un género de foraminífero bentónico de estatus incierto, aunque considerado perteneciente a la subfamilia Dictyoconinae, de la familia Orbitolinidae, de la superfamilia Orbitolinoidea, del suborden Orbitolinina y del orden Loftusiida. Su especie tipo es Coskinolinella daguini. Su rango cronoestratigráfico abarcaba el Albiense inferior (Cretácico inferior).

## Discusión
Clasificaciones previas incluían Coskinolinella en el suborden Textulariina del orden Textulariida o en el orden Lituolida.

## Clasificación
Coskinolinella incluye a las siguientes especies:
- Coskinolinella daguini †
- Coskinolinella navarrensis †
- Coskinolinella santanderensis †